# 扭曲单极虫
扭曲单极虫（学名：Thelohanellus relortus）为单极科单极虫属的动物。在中国，分布于湖南等，营寄生生活，寄生在鲫的鳃。